# قوسيات القوائم
قوسيات القوائم (بالإنجليزية: Pholcidae)‏ وتُعرف باسم عناكب الأقباء (بالإنجليزية: Cellar spiders)‏ هي فصيلةُ عناكب ضِمن رُتَيبَة رتيلاوات الشكل، وتحتوي هذه الفصيلة على حوالي 1500 نوع مُقسمة إلى 80 جنس.
من الأنواع، عنكبوت الأقباء طويل الجسد (Pholcus phalangioides)، ويُعرف باسم العنكبوت الأب طويل القوائم أو العنكبوت الجد طويل القوائم أو عنكبوت النجار أو العنكبوت المهتز. غالبًا ما يحصل خَلط وذلك لأن اسم «الأب طويل القوائم» يُستعمل أيضًا مع مجموعتين مفصليتين مرتبطتين: الحصادات (وهي عنكبيات وليست رُتَيْلاوات) وأيضًا الطيثارية (وهي حشرة).

## المظهر
قوسيات القوائم هي عناكب هشة هزيلة القوام، ويبلغ طول الجسد (يُشبه شكل الفول السوداني) حوالي 2-10 ملم في الطول، وتمتلك أرجل طويلة قد يصل طولها إلى 50 ملم. تمتلك قوسيات القوائم بطون اسطوانية وعيون مُرتبة في مجموعتين جانبيتين تتكون من ثلاثة عيون وعينين متقاربتين صغيرتين. تكون قوسيات القوائم رمادية إلى بنية اللون، وأحيانًا شفافة، وتمتلك علامات شريطية أو ربطات على قوائمها.

## الموطن
تتواجد قوسيات القوائم في جميع قارات العالم ما عدا القارة القطبية الجنوبية، وتتواجد قوسيات القوائم مُعلقة مقلوبة في شبكاتها الفوضوية غير المنتظمة الشكل، وتُبنى هذه الشبكات في التجاويف المظلمة والرطبة مثل الكهوف أو تحت الصخور واللحاء الفضفاض وجحور الثدييات المهجورة، كما تبني قوسيات القوائم شبكاتها في مناطق سكن الإنسان الهادئة في المباني مثل العليات والأقبية (ومن هُنا جاء الاسم الشائع «عناكب الأقباء»).

## السلوك

### محاصرة الفرائس
لا تمتلك شبكة قوسيات القوائم خصائصَ لاصقة وبدلًا من ذلك تعتمد القوسيات على هيكل شبكتها غير المنتظم في صيد فرائِسها، فعندما تكتشف قوسيات القوائم فرائسها داخل شبكاتها، تُغلف فرائسها بسرعة قبل لدغها بشكلٍ قاتل. قد تؤكل الفريسة على الفور أو تُخزن لوقتٍ لاحق، وبعد الانتهاء، تقوم القوائم بتنظيف الشبكة عن طريق فك الفريسة وتركها تسقط من الشبكة.

### الاستجابة للتهديد
بعض أنواع قوسيات القوائم تضطرب وتستجيب للتهديد عند حصولِ لمسٍ للشبكة أو تشابكٍ لفريسة كبيرة، وقد تستجيب العناكب عبر اهتزازها بسرعة في حركةٍ دائرية في الشبكة، وليست النوع الوحيد الذي يُظهر هذا السلوك، ونسبةً لهذا السلوك أُطلقت تسمية «العنكبوت المهتز» على بعض أنواعها. هُناك عدة أسباب مُقترحة للاستجابة للتهديد، حيثُ قد تجعل هذه الحركة من الصعب على الفريسة تحديد موقع العنكبوت أو قد يكون إشارة إلى وجود منافسٍ مُفترض، كما أنَّ الاهتزاز قد يزيد أيضًا من فرص التقاط الحشرات التي تُهَشِّم شبكة العنكبوت وتحوم بالقرب منها. إذا استمر تَعرض العنكبوت للمُضايقة فسوف يَتراجع إلى الزاوية أو يسقط من الشبكة ويهرب.

### الغذاء
تغزو أنواع معينة من هذه العناكب شبكات العناكب الأخرى بهدف أكل العنكبوت نفسه والبيض أو الفريسة، وفي بعض الحالات يهتز العنكبوت على شبكة العناكب الأخرى، ويُحاكي صراع الفريسة المُحاصرة لجذب العنكبوت الآخر. قوسيات القوائم هي حيوناتٌ مُفترسة طبيعية تُهاجم وتأكل العنكبوت أحمر الظهر والعناكب الصيادة. قد تكون قوسيات القوائم مُفيدة للبشر الذين يعيشون في المناطق ذات التجمعات العنكبوتية الكثيفة حيث أن افتراسها للعناكب الأخرى يُحافظ على تعداد سليم لهذه العناكب.

### المشية
تَمشي قوسيات القوائم بمشية رباعية مُتناوبة (الساق اليمنى أولًا، ثم الساق اليسرى، ثم الساق اليمنى الثالثة وهكذا) وهذه المشية موجودة في العديد من أنواع العناكب. على الرغم من هذا فقد وثقت اختلافاتٌ متكررة أثناء ملاحظة تحركات العناكب.

## مفاهيم خاطئة
هُناك أُسطورة تَقول بأنَّ العنكبوت الأب طويل القوائم يمتلك أقوى سموم العناكب، ولكنَ أنيابه صغيرة جدًا أو ضعيفة جدًا، بحيث لا يُمكنه ثقب الجلد البشري. رُبما جاء هذا الاعتقاد لأنَّ العنكبوت الأب طويل القوائم يَفترس العناكب السامة القاتلة مثل العنكبوت أحمر الظهر وهوَ عضو ضمن جنس العنكبوت الأرملة.
وفقًا لريك فيتر من جامعة كاليفورنيا في ريفرسايد، فإنَّ العنكبوت الأب طويل القوائم لم يؤذِ الإنسان ولا يُوجد أيُ دليلٍ لخطرها على البشر.